# Hippomobile

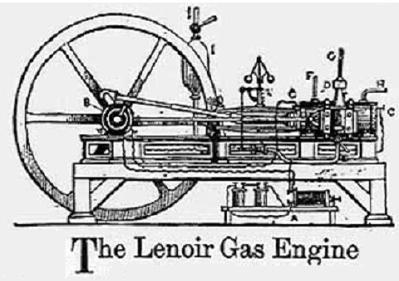
Lenoir gas engine, 1860

De Hippomobile is een auto uitgevonden door Étienne Lenoir in 1863, die voorzien was van een verbrandingsmotor. Deze was gebaseerd op zijn uitvinding uit 1860, de Lenoir-tweetaktgasmotor. Lenoir verkocht ongeveer 350 tot 400 Hippomobiles.

## Geschiedenis
De Hippomobile werd aangedreven door een verbrandingsmotor op stadsgas, een mengsel van koolmonoxide en waterstofgas. Hij maakte in 1863 een proefrit van Lenoirs atelier aan de Rue de la Roquette in Parijs naar Joinville-le-Pont en terug. De rit van 14,5 km duurde ongeveer drie uur.